# Bukova poljana
Bukova poljana (bulgariska: Букова поляна) är ett distrikt i Bulgarien.   Det ligger i kommunen Obsjtina Madan och regionen Smoljan, i den södra delen av landet, 190 km sydost om huvudstaden Sofia.
I omgivningarna runt Bukova poljana växer i huvudsak blandskog. Runt Bukova poljana är det ganska glesbefolkat, med 35 invånare per kvadratkilometer.